# Volemys
Genre
Volemys est un genre de rongeurs appartenant à la famille des cricétidés.

## Liste des espèces
Selon ITIS (12 mars 2016) et Mammal Species of the World (version 3, 2005)  (12 mars 2016) :
- Volemys millicens (Thomas, 1911)
- Volemys musseri (Lawrence, 1982)